# Iguer Ofades
Iguer Ofades (en árabe: إجار أوفاديس‎, en francés: Igar Oufadis) es una localidad marroquí perteneciente al municipio de Ulad u Megar, en la región Oriental. Desde 1912 hasta 1956 perteneció a la zona norte del Protectorado español de Marruecos.